# 196736 Munkácsy
196736 Munkácsy è un asteroide della fascia principale. Scoperto nel 2003, presenta un'orbita caratterizzata da un semiasse maggiore pari a 2,7642603 UA e da un'eccentricità di 0,0557552, inclinata di 2,58060° rispetto all'eclittica.